# Pokrajina
Pokrájina je v geografskem smislu del Zemljinega površja, ki ima glede na prepletanje geografskih pojavov, prvin in součinkovanje geografskih dejavnikov svojski značaj, videz, po katerem se razlikuje od okolice. Pokrajina je v svoji celostnosti oz. kompleksnosti predmet geografskega preučevanja. 
Je lahko del ozemlja, območje, ki ima skupne naravne in /ali družbene značilnosti: kmetijska pokrajina, tropska pokrajina, gozdna pokrajina, kraška pokrajina, mestna pokrajina; po katerih se loči od sosednjih pokrajin. 
V upravnem ali administrativnem smislu je pokrajina (tudi pokrajína, provinca ali dežela) izbrani ali določeni del ozemlja. V nekaterih državah je pojem uporabljen tudi kot enota uprave takoj za državo; država je razdeljena na pokrajine, v nekaterih ureditvah jih imenujejo tudi dežele, oziroma province. V nekaterih državah in statistiki jih poimenujejo regija. 
Avtonomna pokrajina v sklopu neke države ima pravice, ki ji omogočajo veliko samostojnost oziroma avtonomijo. 
Primer: v SFRJ sta bili del Srbije avtonomni pokrajini Vojvodina ter Kosovo, ki sta dejansko lahko kot konstitutivna dela SFRJ, še zlasti po letu 1968 vodili dokaj samostojno politiko, neodvisno od ožje Srbije, čeprav sta bila pravno formalno njena sestavna dela. Po enostranski osamosvojitvi Kosova je ostala avtonomna pokrajina s tem statusom v Srbiji le še Vojvodina. 
Danes se uporablja v Italiji ta izraz uradno za poimenovanje pokrajin Bolzano (Južna Tirolska) in Trent(ins)ko kot sestavnima deloma avtonomne dežele Trentinsko - Zgonje Poadižje ter za Dolino Aoste, ki je obenem avtonomna dežela in pokrajina. Avtonomne dežele v Italiji so še Furlanija - Julijska krajina, Sicilija in Sardinija.
V slikarstvu (in fotografiji) je pokrajina (pogosteje se uporablja izraz krajina) zvrst upodabljanja.
V književnosti je figurativno, skupaj s prilastkom mišljeno področje, območje kot: zanimive miselne pokrajine ali odpreti komu pokrajine svoje duše ali obdala ga je pokrajina molka in podobno.